# Mellanträskknösens naturreservat
Mellanträskknösens naturreservat är ett naturreservat i Sorsele kommun i Västerbottens län.
Området är naturskyddat sedan 2024 och är 292 hektar stort. Reservatet ligger nordväst om Sorsele och består av barrblandskog och talurskog och våtmarker norr om Övre Osaträsket.